# Louis Charavel
Louis Marie Paul Charavel, noto anche con lo pseudonimo di Jean Sabipa (Saint-Germain-du-Puch, 3 agosto 1890 – Neuilly-sur-Seine, 11 novembre 1980), è stato un pilota automobilistico francese, attivo dai primi del '900 agli anni '30.

## Carriera

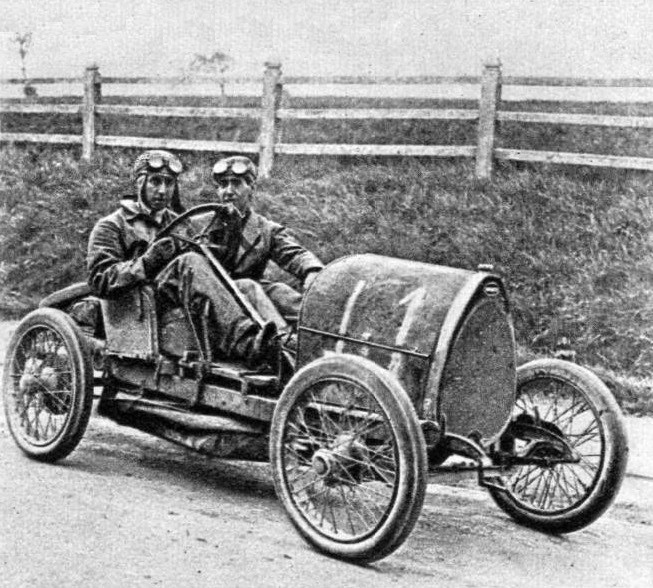
Charavel nel 1920

Charavel iniziò la sua carriera da pilota su una Bugatti di una scuderia privata all'inizio degli anni '20. Dopo essere diventato pilota ufficiale Bugatti, nel 1926 vinse su una Bugatti Type 39 A il Gran Premio d'Italia all'Autodromo di Milano. Successivamente partecipò tre volte alla 24 Ore di Le Mans (1928,1932,1933), con il miglior piazzamento ottenuto nel 1932, quando arrivò quarto assoluto con Odette Siko a bordo di un'Alfa Romeo 6C 1750 SS ottenendo anche la vittoria di classe.
Durante la sua carriera Charavel ebbe due gravissini incidenti. Uno alla Targa Florio del 1927 e il secondo al Gran Premio di Francia del 1930, dove la sua Bugatti Type 35 C si ribaltò e Charavel venne scaraventato fuori dall'abitacolo venendo quasi travolto dalla Bentley Blower UU 5871 di Tim Birkin che i quel momento stava sopraggiungendo.

## Palmarès
- Gran Premio d'Italia: 1
1926